# Biserak
Biserak (lat. Symphoricarpos) je biljni rod listopadnih grmova iz porodice kozokrvnica, dio potporodice  Caprifolioideae. Postoji 15 vrsta koje rastu po Sjevernoj Americi i Kini
Neke vrste uvezene su u Europu, uključujući i Hrvatsku gdje rastu tri vrste, to su bijeli biserak (S. albus), indijanska boba ili koraljni biserak (S. orbiculatus) i umjetni hibrid Symphoricarpos × chenaultii

## Vrste
1. Symphoricarpos acutus (A.Gray) Dieck
2. Symphoricarpos albus (L.) S.F.Blake
3. Symphoricarpos guadalupensis Correll
4. Symphoricarpos guatemalensis J.K.Williams
5. Symphoricarpos hesperius G.N.Jones
6. Symphoricarpos longiflorus A.Gray
7. Symphoricarpos microphyllus (Humb. & Bonpl. ex Schult.) Kunth
8. Symphoricarpos mollis Nutt.
9. Symphoricarpos occidentalis (R.Br.) Hook.
10. Symphoricarpos orbiculatus Moench
11. Symphoricarpos oreophilus A.Gray
12. Symphoricarpos palmeri G.N.Jones
13. Symphoricarpos parishii Rydb.
14. Symphoricarpos rotundifolius A.Gray
15. Symphoricarpos sinensis Rehder

## Sinonimi
- Anisanthus Willd. ex Schult.
- Descliaea Moc. & Sessé ex DC.
- Margaris DC.
- Symphoria Pers.
- Symphoricarpa Neck.